# Eustachio Locatelli
Eustachio Locatelli (falecido em 1575) foi um prelado católico romano que serviu como bispo de Reggio Emilia (1569–1575).

## Biografia
Locatelli foi ordenado sacerdote na Ordem dos Pregadores. No dia 15 de abril de 1569, foi nomeado durante o papado de Pio V como Bispo de Reggio Emilia. A 29 de abril de 1569, foi consagrado bispo por Scipione Rebiba, Cardeal-Sacerdote de Sant'Angelo in Pescheria, com Antonio Ganguzia, Bispo de Vieste, e Felice Peretti Montalto, Bispo de Sant'Agata de' Goti, servindo como co-consagradores. Serviu como Bispo de Reggio Emilia até à sua morte a 14 de outubro de 1575.
Enquanto bispo, foi o principal co-consagrador de: Maurice MacBrien, Bispo de Emly (1571); Vincenzo de Doncelli, Bispo de Valva e Sulmona (1571); e Pietro Cancellieri, bispo de Lipari (1571).